# 1132
Năm 1132 trong lịch Julius.